# ژرژ دارین
ژرژ دارین (به فرانسوی: Georges Darien) رمان‌نویس و نمایش‌نامه نویس قرن نوزدهم میلادی اهل فرانسه بود.